# 约翰尼·喜多川性虐待丑闻

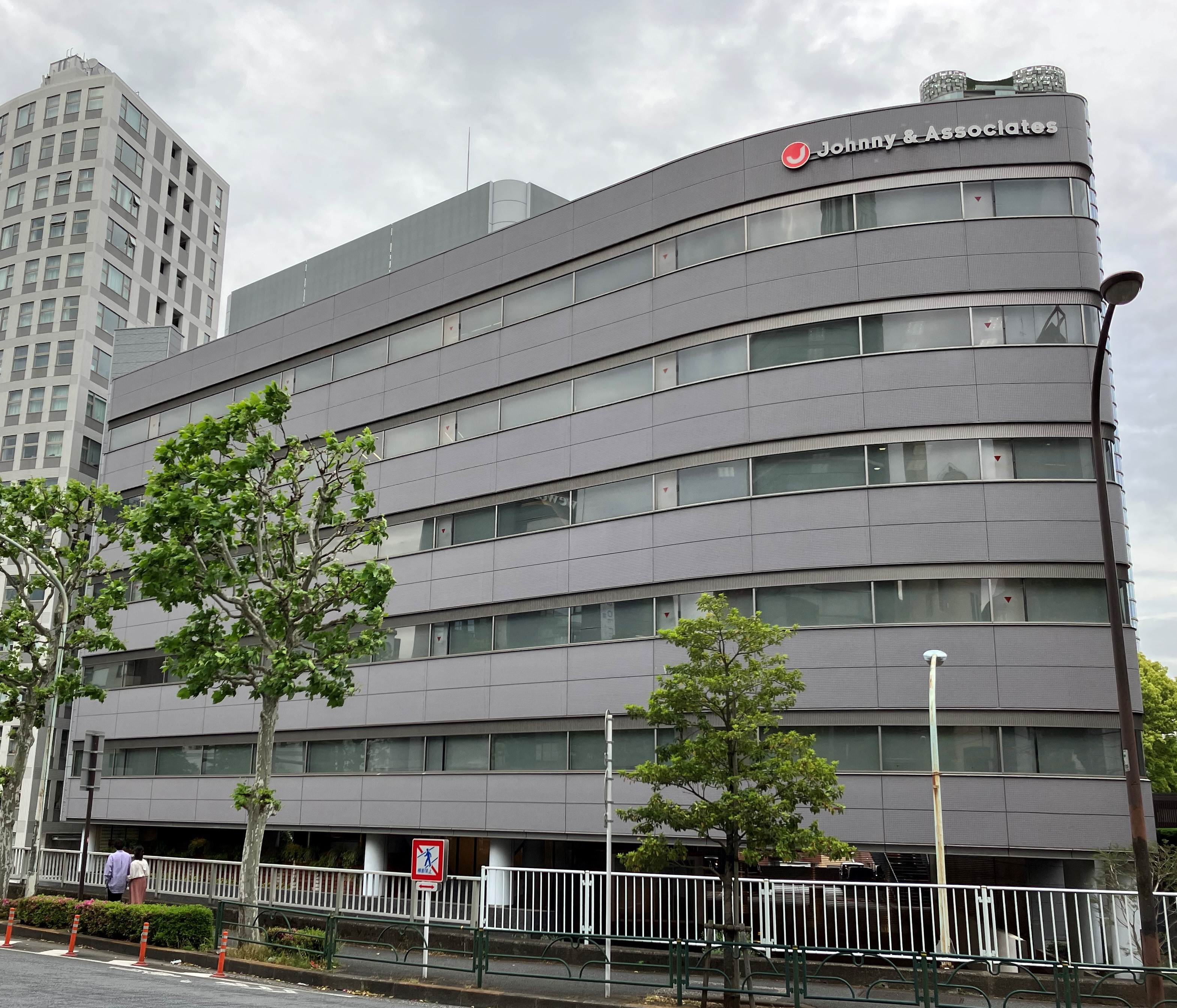
由约翰尼·喜多川创立并长期担任总裁的日本大型经纪公司杰尼斯事务所的总部所在地（此时公司名称尚未被摘除）

约翰尼·喜多川性虐待丑闻指的是日本于2023年逐步浮现的儿童性虐待事件。日本大型经纪公司杰尼斯事务所（现改名为）的创始人约翰尼·喜多川被指认多次对儿童进行性虐待，其中包括众多与该公司有关的男性艺人；而最令人发指的是他利用其公司总裁地位及所掌握的娱乐圈巨大权力来多次性虐待或性诱拐未成年人。尽管事件经过多次曝光与诉讼，但约翰尼·喜多川与杰尼斯事务所并未有任何改善，受害者还在逐年增加；直至约翰尼·喜多川于2019年去世。2023年，英国广播公司在其旗下的BBC电视二台及BBC国际台播出了纪录片《猎食者：日本流行音乐的秘密丑闻》。这使得约翰尼·喜多川的性虐待传闻被全球舆论所关注，杰尼斯事务所也不得不宣布采取行动。

## 事件概要
约翰尼·喜多川是日本大型经纪公司杰尼斯事务所的创始人并长期担任公司总裁直至去世；而早在其建立杰尼斯事务所之前，他便于1950年代涉嫌性虐待犯罪。从1970年代到2010年代，约翰尼·喜多川长期并广泛地对众多小杰尼斯进行多次性犯罪。约翰尼·喜多川的姐姐，同时也是杰尼斯事务所副总裁的玛丽·喜多川对于约翰尼·喜多川的儿童性虐待行为采取了无视和隐瞒的态度；并且杰尼斯事务所在这一时期也没有采取任何适当的行动，这导致约翰尼·喜多川性虐待事件的受害者众多。

### 受害情況
遭受到性侵害的對象主要為13-15歲的少年，亦有國小3年級生接受訪談的證詞。通常手法是，當少年們於宿舍正準備一起入睡時，他會一邊替少年按摩，並討論關於出道等事情，隨後他便將陰莖放入少年口中以進行口交，有時亦會強迫少年替他進行肛交，或要求替少年進行肛交。有證詞指出，為了在事務所獲得豐厚的待遇，受害者會主動與加害者發生或維持關係，甚至有人在在初次遭到性侵害後，還收到來自同儕的祝賀。性侵害地點包括浴室與下榻飯店，事後加害者會給予金錢。如果拒絕，則會受到冷落，例如工作機會遭取消。
在調查訪談中，受害者講述了他們目前的狀況：經歷創傷後壓力症候群、罹患憂鬱症、對性關係感到恐懼，並認為自己是「骯髒的存在」。一位身為前小傑尼斯的男性（55歲）在接受採訪時透露，在他向母親坦白遭受性侵害之後的一個月後，母親留下一封遺書，寫著她對於將他的照片和聯絡方式寄給事務所感到後悔與抱歉，之後便自殺身亡。
有證詞指出，受害者大多來自外地且為單親家庭。他們為了實現父母的期望而追逐夢想，因而無法向警方求助，只能選擇保持沉默。

### 事發經過
自杰尼斯事务所成立初期以来，有关约翰尼·喜多川对其事务所未成年艺人性虐待的传闻就从未消失。而这些性虐待行为在1960年代的一次民事诉讼中也被提及；受害者们表示自己被性虐待或差点被性虐待。根据特别小组的听证会内容显示，这些受害者早在1970年代就向其他很多娱乐机构的管理者们讲述过他们的受害遭遇，因此喜多川对其旗下艺人的性虐待传闻在日本娱乐业界是广为人知。但是这个传闻并没有被日本社会认为是个普遍的问题，仅仅只有少数一些杂志或出版物中有所涉及。从1980年代末开始，《谣言真相》杂志开始以特辑的形式报道了前杰尼斯事务所所属组合Four Leaves成员北公次对约翰尼·喜多川的控诉；随后这些控诉集结成册并于1988年至1989年以《致光GENJI（光GENJIへ）》系列为名出版；平本淳也在1988年所出版的《约翰尼的一切（ジャニーズのすべて）》也刊登了杰尼斯事务所原所属艺人的控诉，但这些出版物都未让日本社会正视这个问题。
1999年，《周刊文春》针对约翰尼·喜多川的性丑闻进行了调查报导，期间获得了大量证人证词。该系列报道刊登后，杰尼斯事务所随即以“诽谤”起诉《周刊文春》。但法院最后裁定报道中涉及约翰尼·喜多川“性骚扰”（现称“性虐待”）部分属实并因此不构成对约翰尼·喜多川的毁谤。案件最后上诉至东京高等法院，全案以维持二审裁决而定谳。然而日本媒体对于这起杰尼斯事务所实质败诉的案件报道非常迟钝，仅仅只有少数报纸的简单报道，而电视媒体则一片沉默；即便是专门报道娱乐八卦的杂志与报纸也没有太多相关内容。特别是日本的媒体没有向公众认真解释前小杰尼斯的证词真实性在法庭上得到了证实，同时也承认了约翰尼·喜多川对未成年人进行性虐待的事实。
2000年，日本国会众议院特别委员会曾就约翰尼·喜多川性虐待问题展开讨论，并质疑其行为是否违反《东京都青少年健全育成相关条例》、《儿童福祉法》及《禁止儿童卖淫及儿童色情制品法》等相关法规；但媒体并未对此进行任何报道。同时日本警方也未就此展开调查。
此后，约翰尼·喜多川儿童性虐待问题既没有发展成为一起刑事案件，也没有发展成为由受害者起诉的民事案件；而且在日本社会舆论中，除了《周刊文春》之外没有任何媒体进行报道，遑论成为一个社会问题而备受关注；甚至自始至终约翰尼·喜多川都没有因这个问题而收到过公开指责。在《周刊文春》与约翰尼·喜多川的民事案件结束后，依旧有不少受害人出面指证约翰尼，并指出他在案件终审结束后依旧对其事务所旗下艺人进行性虐待。
2023年3月，英国广播公司旗下的BBC电视二台播出了一部电视纪录片，片中对強尼·喜多川长期进行儿童性虐待的行为进行了调查报道。4月，一名前小杰尼斯成员实名并以真实面貌出镜的形式召开记者招待会，检举约翰尼·喜多川对其所造成的伤害。此后，越来越多的实名指控开始出现。由此有关约翰尼·喜多川长期大规模性虐待未成年人的事实及日本各电视台、大众媒体对此沉默的共犯行为越发变得明显起来。
杰尼斯事务所所委托的防止再发生特别小组在2023年8月展开调查并在随后提交了报告及召开新闻发布会；而杰尼斯事务所在9月针对调查报告召开记者会，事务所首次承认儿童性虐待问题的存在并致歉，并表示事务所将于10月更名为SMILE-UP.。SMILE-UP.将为受害者提供关怀服务和赔偿，并在完成上述职责后正式解散。

## 问题起因

### 约翰尼·喜多川的性偏离
2023年8月29日，应杰尼斯事务所的要求，防止再发生特别小组对约翰尼·喜多川的儿童性虐待事件进行了调查并在随后发布了相关报告。据报告称，约翰尼·喜多川在他20岁左右直至80多岁期间里，他不间断地、频繁地、习惯性地对未成年男性进行性虐待；“有力的证据表明约翰尼·喜多川有明显异常的性倒错”。

### 瑪麗·喜多川的隐瞒
在喜多川兩歲時，因母親過世，由年長四歲的瑪麗·喜多川如同母親般照顧著弟弟，兩人關係被形容為如同母子一般。瑪麗回到日本後，最初經營一家小吃店並擔任店主。但當她看到弟弟傑尼與少年們組成棒球隊，並隨後吸引更多少年加入時，她便開始計劃著進軍演藝圈。在初代「傑尼斯」團體準備出道時，她結束了小吃店生意，實際經營起事務所。
作為傑尼斯事務所的最高掌權者，她展現了卓越的經營手腕。傑尼斯事務所的成功，不僅歸功於喜多川的才能，瑪麗的貢獻亦功不可沒。
然而，瑪麗始終強烈否認弟弟的性侵疑雲。在1999年對《週刊文春》的誹謗訴訟中，她聲稱所有受害者的指控都是捏造。特別調查小組在考量各種資訊後，判斷瑪麗「最晚在1960年代前半期」就已認知到喜多川的性嗜好異常行為，這是「極有可能的事實」。由此可以推斷，瑪麗雖然早已知曉喜多川的性嗜好異常和對少年們的性侵害事實，卻放棄勸阻，而是為了保護弟弟對「進行了徹底的掩蓋」。特別調查小組指出「瑪麗對強尼喜多川的性侵害行為置之不理並一味掩蓋，是導致受害範圍擴大的最大原因之一」。

### 家族经营的弊端
傑尼斯事務所為典型的家庭企業，由喜多川姐弟經營與培訓藝人。在家族企業中，如果創始人有違法行為，無人可以阻止他，而且從1980年到2019年強尼喜多川去世的期間，喜多川兄妹各擁有事務所一半的股份，因此不可能期待有其他的業主介入。。強尼喜多川死去後，其胞姐瑪麗·喜多川的女兒藤島茱莉景子繼任社長，藤島本可以保留所有股票和權力，以進行針對強尼喜多川的性虐待指控的調查，並為受害者提供救濟，但藤島從未採取相關的措施。

### 事務所對性侵害的容忍與放任
根據受害者的證詞，當他們向事務所的員工控訴喜多川對他們進行性侵害時，卻被告知「想出道就只能忍耐」、「（強尼）就是個沒辦法的人，所以請忍耐」、「忍耐就能實現美好的夢想，這是每個人的必經之路」。特別調查小組認為，從這些被害者的證詞可以合理推斷，傑尼斯事務所早已得知喜多川長年在宿舍等地進行性侵害的事實，並指出「傑尼斯事務所始終抱持著『視而不見』的態度，非但沒有採取任何對應措施，反而似乎認為除了讓他們忍受之外別無其他選擇。」。報告認為，事務所長年來的種種不作為，是導致受害擴大的主因。
根據特別調查小組的報告書，小傑尼斯在事務所內可以接觸到的成年人僅有喜多川、編舞師、經紀人，與其他員工沒有接觸點，因而沒有其他人可以傾訴受害的情況。一位與喜多川姊弟關係匪淺的傑尼斯事務所關係人士表示，如果有人提出性侵害控訴只會被漠視，並被冠上說謊者的名號。因此，小傑尼斯們都知道，反抗喜多川的下場就是被傑尼斯事務所開除，並從此無法加入其他任何經紀公司，導致「演藝生涯之路被切斷」。
曾長期擔任要職的傑尼斯事務所前副社長白波瀨傑，在與《週刊文春》的訴訟中，堅稱報導內容與事實不符。特別調查小組的報告中也提到，他一開始表示「曾聽過傳聞」但「不相信傳聞」，但在第二次訪談中，他才承認最近才認為傳聞是真實的。特別調查小組的飛鳥井望於記者會上指出「（事務所高層）對身為絕對權利者的2人（喜多川姊弟），完全沒有任何提出異議或勸諫的行為。我想這就是所謂的視而不見」。
紐約時報報導，喜多川為了防止事務所的少年們接觸到揭露性週刊或相關書籍而對其實施了資訊封鎖。

### 性虐待常态化与仪式化
有人指出在事務所内，接受相關性虐待可能被視為旗下藝人出道的一種「成年禮」。
特別小組的調查中，有「當我試圖告訴另一位小傑尼斯關於我被性侵的事情時，他說『恭喜』。」、「我在遭到性侵後，工作量明顯增加了」、「應該正常的接受它，並且視為『成年禮』看待」、「我認為我已經被洗腦成『為了達到頂尖，你必須主動接受強尼(喜多川)。』」等的相關證詞。

### 濫用權力導致虐待
BBC記者莫賓·阿扎爾透過與曾隸屬傑尼斯事務所的藝人的證人訪談，指出喜多川的性侵害本質是「濫用權力的虐待」。喜多川不僅是傑尼斯事務所的代表董事社長，也是演藝製作人，掌握著小傑尼斯的錄用到出道、製作等事務的所有決定權。如果接受喜多川的性虐待，在事務所內的工作待遇會提升，並獲得更多演出機會；若拒絕或反抗則會被冷落，舞台站位變差，甚至無法出道。抱持著成為偶像夢想的小傑尼斯們皆為未成年人，因而與事務所並沒有存在正式的合約關係，處於弱勢且不穩定的地位。由於評價藝人才能的基準曖昧不明，喜多川而對小傑尼斯們擁有絕對的權力。
特別調查小組指出，「在喜多川與小傑尼斯之間，存在單方面的強者與弱者的關係，未成年的小傑尼斯要拒絕喜多川的性侵害是極其困難的。小傑尼斯們似乎普遍認為，如果忍受喜多川的性侵害並成為他的『寵兒』，待遇就會變好，獲得更多演藝活動的機會；如果拒絕則會被冷落，甚至可能會被迫離開事務所。」、「處於弱勢地位的未成年小傑尼斯會產生這種認知，並被迫接受喜多川的性侵害，這種心情是可以理解的。」。喜多川會利用受害者的心理，將他們逼入不得不保持沉默的狀態。
據說傑尼斯事務所旗下藝人之中，出身單親家庭的孩子佔大多數，如豐川誕、田原俊彥的等人都曾公開自己的出身，控訴曾遭受性侵害的大島幸廣表示，喜多川「喜歡那些在單親家庭中掙扎的孩子」，並會利用這些出身單親家庭的孩子「家境清寒」、「想支持母親」等弱點。特別調查小組指出，部分小傑尼斯的家庭環境清寒，認為待在喜多川身邊比待在家裡安全。

### 性的誘拐
部分受害者在描述性侵害時，也表達了對喜多川的好感，或無法完全否定對他的情感。在與《週刊文春》的民事訴訟中，一名作證的少年於法庭上被問到「有什麼話想對強尼說嗎？」時，回答「希望他長命百歲」。
有觀點認為，這種情感是透過「性誘拐」（以巧妙手法誘騙兒童已達到性目的）與「創傷性連結」（加害者與受害者間權力不對等，以及反覆經歷好的與不好的對待、獎勵與懲罰等循環性虐待中強化的依戀關係）所產生的依戀（創傷性連結被認為與斯德哥爾摩症候群或認同加害者等概念相通）。
特別調查小組認為，兒童性虐待的典型手法是加害者巧妙地引導和誘導孩子，讓他們被迫配合性侵害，或表現出自願配合的態度，而本事件正是如此。報告稱「即使有受害少年因為受到喜多川的青睞而感到高興，並主動要求前往喜多川的住處或宿舍，這也是在強者與弱者的權力結構中，喜多川所設下的巧妙的『陷阱』的結果，但其本質仍是性虐待，未有任何改變。」。
前小傑尼斯、「傑尼斯性侵害問題當事者協會」副代表石丸志門，曾因惹怒喜多川而被事務所開除。然而，在之後的40年間，他對喜多川的感激之情從未消失，甚至沒有產生任何恨意。起初，他甚至批評那些實名舉發的前小傑尼斯，但在受到年輕的岡本考恩等人證詞的影響後，石丸於2023年公開作證，並表示「因為我被賦予了夢想，所以我被身為權力者的喜多川洗腦了」。
喜多川對小傑尼斯們而言，在性虐待之外是「對我們很好的人」，亦有受害者表示「如果沒有性侵害的話，強尼就沒有任何的缺點。」。特別調查小組指出「對孩子們來說，很難去指控一個對自己很好的人。」。

### 向父母傾訴的困難
在特別調查小組的訪談中，當被聞及是否想過向父母或親人傾訴時，受害者表示「因為父母是傑尼斯事務所藝人的粉絲，所以幫我遞交了履歷表」、「傑尼斯事務所的課程是免費的，不會給父母造成負擔」、「我成為小傑尼斯之後，他們很高興來看我的表演」、「我不想讓父母傷心」、「如果說了，我怕自己也會被當成變態」、「太丟臉了根本說不出口」，這些心理因素讓他們難以向父母或親人求助。東京高等法院在針對《文藝春秋》的訴訟判決也指出，即使少年們沒有主動向警方報案或向父母坦白事實，也並非是不自然的。

### 受害者过于年幼
BBC的記者阿扎爾也指出，如果沒有傑尼斯事務所喜多川支持就無法成為明星的極強大的權力結構，無論受害者年齡，這都是一件糟糕的事情，但受喜多川性侵的受害者年紀尚幼小，這更加可怕。他批評「我認為在這個年齡判斷是否足以抵抗是不可能的。孩子無法同意進行性行為。他們年紀還太小了。喜多川以一種令人髮指的方式利用他的權力。」。
也有觀點指出，受害者年紀輕，缺乏性知識和經驗，不明白自己遭遇了什麼，受到嚴重打擊、傷害和疑惑。據說，有人因此自尊心被摧毀，即使離開事務所後，多年來也保受創傷、閃回的困擾，甚至有人因此罹患憂鬱症。

### 所屬藝人為喜多川營造好感
喜多川作為藝人製作人的才能是傑出的，受到演藝界相關人士的廣泛好評。由他培養出的偶像們的活躍表現，也為許多粉絲帶來歡樂和喜悅。特別調查小組在報告中指出，對於喜多川的為人，「即使是受害者，也有許多人給予了正面的評價和感謝之詞，如是個『溫柔隨和』、『體貼入微』的好人，而且『沒有人說過他的壞話』。」。
傑尼斯事務所的具有人氣的藝人們多年來，在電視等媒體上透過各種小故事稱讚喜多川的為人，開心地講述與他的回憶，稱他為「像父親一樣的人」、「溫柔」、「對他抱持感謝」等，這些言論為喜多川營造了良好的印象。
名櫻大學的大峰光博教授也指出，「不輕易認同加害者」亦是對加害行為的「反對行動」。如果沒有一種嚴重的風險結構，讓他們若不在電視上繼續讚揚喜多川的人格，就會面臨生命危險，那麼他們在了解關於喜多川性侵的真實情況後，仍持續發表這些言論，並向社會大眾美化喜多川的作為，可以說他們只是為產生新的受害者提供了動力。他認為，不僅是事務所的社長與經營層這些顯然有罪過和責任的人，一些已成年且擔任負責職位的藝人，其中不乏對這些問題有所認知的人，也很難說他們沒有連帶責任。

### 輕視男性性侵害
有觀點指出，傑尼斯性侵害事件未得到認真處理的原因之一，是男性性侵受害者往往遭受到輕視。在日本，直到2017年時隔110年以來修訂性犯罪刑法相關法律之前，不同意性交等罪（原：強制性交等罪）的「強姦罪」僅將受害者限定為女性。男性遭受性侵害的事件絕非罕見，但法律上強姦（性暴力）的受害者被限定於女性這一事實，反映人們普遍存在「男性不應該是性侵受害者」、「男性是加害者，並非受害者」等偏見。男性遭受性侵害往往被輕視為「只是惡作劇」，或在綜藝節目中被當作笑話來談論，這種不將其視為性侵的風氣非常強烈。於立命館大學研究所在學中的臨床心理學家宮崎浩一，專門研究男性性暴力受害者，他指出：「男性受害者無法意識到自己受害，也無法聯絡諮詢機構，因此問題很容易被潛藏起來」。
讀賣新聞東京總公司的前社長瀧鼻卓雄表示，在他擔任主編時，從未有人就強尼喜多川的性侵害事件是否可以報導向他詢問。每日新聞的記者也認為，關於藝人事務所内未成年男性藝人遭受社長性侵的疑慮，「我認為記者們普遍存在一種輕視風氣，認為這『不過是週刊雜誌的新聞吧，是娛樂新聞吧，受害者又不是女性』」，並表示這並非出於對傑尼斯事務所的偏袒，而是因為他們沒有理解問題的嚴重性而輕視了它。朝日新聞的評論委員田玉惠美也指出，朝日新聞沒有認識到這是性暴力和嚴重的人權侵害，即使是積極採訪女性性暴力的記者，也「沒有意識到男性也可能成為受害者」，她認為記者們可能直接將其視為週刊雜誌擅長的「演藝圈八卦」，而不是報紙應該報導的題材，這與讀賣新聞一樣，是出於記者們對事件本身的輕視，以及報紙不處理演藝圈性問題這種「演藝圈八卦」的認知，這就是他們輕視問題而不進行報導的原因。

### 媒體操作與偏袒
據前排雜誌報導，包括作為公共廣播公司的NHK等主流媒體在內的日本報社和電視台皆有意不報導任何關於醜聞內容，包括岡本考恩 2023 年在日本外國記者協會舉行的記者會上，使用了真名與露面後，對於這起醜聞的相關報導就更少了，因此各大媒體的反應也被認為是這起醜聞的一大特色。此外，傑尼斯事務所2023年成立的「防止再發特別小組」在報告中以「媒體沉默」為題總結了此現象，並提出了建議。

## 事件醞釀（至2022年）

### 部分出版社的爆料
傑尼斯事務所創辦人喜多川對旗下男性藝人進行猥褻行為的謠言和相關法庭證詞，自1960年代就已存在，據稱，於1960年代前期，強尼喜多川曾對位於東京都豐島區的藝人培訓學校「新藝能學院」的學生進行性侵害，並因此與該學院的名和社長發生糾紛，喜多川也最終遭到驅逐。當時，瑪麗喜多川稱「我會處理好的」和「是時候該收手了」。然而，這個問題只在日本部分出版社出版的雜誌中被報導或提及，例如以下幾本週刊雜誌曾進行過報導。
- 週刊產經（日语：週刊サンケイ）（1965年3月29日號，產經新聞出版局）「『傑尼斯』走紅的背後」[62]
- 女性自身（日语：女性自身）（1967年9月25日號，光文社）「關於傑尼斯的『同性戀』訴訟　東京地方法院揭露的4人隱私」[62]
- 週刊現代（1981年4月30日，講談社）「靠田原三重奏（日语：たのきんトリオ）大獲成功的喜多川姊弟的異能」[62]
- 週刊文春（1999年10月後[63][64]為文藝春秋）

此外，資料屋（1988年後）與鹿砦社（1996年後）出版了由前事務所所屬藝人所撰寫的揭發書籍（又稱爆料書），但由於此被演藝圈視為禁忌，因此相關報導僅限於少數媒體。
此外，廣播主持人濱村淳亦數度於自己的節目《謝謝我是濱村淳》中提及喜多川的這種癖好。

### 1964年的判决
1964年，傑尼斯事務所因學費支付問題及喜多川對學生的猥褻行為，與演藝學校「新藝能學院」對簿公堂。當時，喜多川的性虐待指控雖被部分週刊雜誌報導，成為公開話題（例如關注「傑尼斯」這個團體的未來走向等），但由於當時社會普遍對同性戀的相關話題視為禁忌，事件並未引起廣泛關注。
法庭上，當時已成為人氣團體的「傑尼斯」成員中谷良等四人出庭，原告律師就性虐待問題進行了確認，但他們均予以否認。然而，中谷良在後來的揭發書籍中透露，喜多川當時說服他們「這是對我們來說最好的辦法」，所以他們的證詞是預先安排好的。中谷良事後承認：「那次的證詞是虛假的，性虐待確實存在」。
最終，東京地方法院以「缺乏證據」為由，未認定構成性侵害行為。

### 前旗下藝人告發（1988年 - 2005年）
以下是針對傑尼斯事務所內部情況的爆料書籍，作者均為前旗下藝人：
- 前Four Leaves（日语：フォーリーブス）成員北公次所著之《致光GENJI》系列（資料屋（日语：データハウス），1988年[69]） -  隔年，音樂家耶穌花園受此書啟發，創作了歌曲《Johnny & Mary》[70][71]
- 前Jume Box（日语：ジューク・ボックス）成員小谷純、柳瀨薰所著之《再會!!致光GENJI》（資料屋，1989年）
- 前傑尼斯成員中谷良所著之《傑尼斯的逆襲》（資料屋，1989年）
- 平本淳也所著之《傑尼斯的一切―少年愛之館》（鹿砦社，1996年）
- 豐川誕所著之《孤獨的啟程 － 前傑尼斯偶像 豐川誕半生記》（鹿砦社、1997年3月）
- 前光GENJI候補成員木山將吾（山崎正人）所著之《致SMAP - 與所有傑尼斯藝人（日语：SMAPへ - そして、すべてのジャニーズタレントへ）》（鹿砦社，2005年[69]）

### 謠言真相特集（1988年 - 1989年）
1988年（ - 1989年），《謠言的真相》雜誌以特集報導的形式多次探討此問題。

### 與週刊文春的民事訴訟（1999年 - 2004年）
1999年，《週刊文春》刊登了一系列關於傑尼斯事務所的專題報導，題為「追究性騷擾行動」。報導指出，喜多川對旗下藝人有「猥褻行為」和「同性性騷擾」，並揭露事務所內存在未成年藝人吸菸等問題。
《週刊文春》進行了超過20小時的採訪，並針對重要內容，從不同角度向多位受訪者確認。在一系列專題報導中，有超過10名少年和事務所前員工受訪，講述了從1960年代到1990年代發生的事件，接受採訪的前傑尼斯藝人表示，他們主要是喜多川家中（通稱「合宿所」），在夜晚睡覺時遭受「猥褻行為」和「同性性騷擾」。報導還提到，喜多川在前往京都或大阪出差時，也會讓關西傑尼斯的少年們住在同一家飯店，並對他們進行同樣的行為。據報導，所有受訪的少年都表示「絕對不能告訴父母」。
《週刊文春》批評喜多川利用少年們追求夢想的想法來滿足自己的私慾，並指出這些行為可能違反東京都及大阪府的青少年健全育成条例。報導中也提及當時的法律限制：在2017年強制性交等罪設立之前，強姦罪的受害者僅限於女性。即使藝人經紀公司社長利用其壓倒性的權力關係，強迫難以反抗的旗下藝人發生性關係，若未使用暴力或威脅，亦無法以強姦罪或強制猥褻罪論處。此外，直到日本於2023年7月13日將最低合法性行為年齡提高到16歲之前，日本的此法定年齡自明治時代起便一直維持在13歲。因此，如果受害者年滿13歲，且無法證明曾遭受「難以反抗的暴力或遭到威脅」，則強制性交等罪或強制猥褻罪就無法成立。這亦是為何該週刊當時是以違反條例而非法律來進行指控之理由。
這些報導甚至引起了日本眾議院特別委員會的關注。針對《週刊文春》，傑尼斯事務所和喜多川以報導損害名譽為由，對其提起了民事訴訟，要求超過1億日圓的損害賠償。

#### 訴訟中主要爭論的報導
資料來源:
| 刊載順序 | 標題                                                                                | 號               | 報導内容                                                             |
| -------- | ----------------------------------------------------------------------------------- | ---------------- | -------------------------------------------------------------------- |
| 1        | 前四葉草成員青山孝 衝擊告發 演藝圈的怪物「傑尼斯事務所」的暴行 電視與新聞都絕對不報 | 1999年10月28日號 | 對四葉草的冷落                                                       |
| 2        | 「演藝圈的怪物」追蹤第2彈 傑尼斯的少年們忍受的「可怕」環境 前成員告發               | 1999年11月4日號  | 強尼喜多川的性侵害、小傑尼斯飲酒吸煙、事務所安排讓他們無法上課       |
| 3        | 「演藝圈的怪物」追蹤第3彈 傑尼斯少年們在「惡魔之館」合宿所被強迫的「行為」          | 1999年11月11日號 | 強尼喜多川的性侵害                                                   |
| 4        | 追蹤行動4 媒體為何恐懼？電視台掩蓋的傑尼斯少年們的集團偷竊事件                      | 1999年11月18日號 | 傑尼斯事務所掩蓋小傑尼斯竊盜行為，以及媒體對事務所的畏懼與盲從       |
| 5        | 演藝圈的怪物 追蹤第5彈 強尼喜多川叫關西少年們到「飯店」                             | 1999年11月25日號 | 強尼喜多川的性侵害、對關西出身的小傑尼斯在薪資待遇等方面的不平等對待 |
| 6        | 演藝圈的怪物 追蹤第6彈 傑尼斯前員工的奮起 同性戀騷擾的「犧牲者」們                  | 1999年12月2日號  | 強尼喜多川的性侵害、對所屬藝人的冷落                                 |
| 7        | 演藝圈的怪物 追蹤第7彈 強尼喜多川「走投無路」 只有本雜誌知道                        | 1999年12月9日號  | 強尼喜多川的性侵害                                                   |
| 8        | 演藝圈的怪物 追蹤第8彈 傑尼斯人氣明星的「戀人」被威脅了!                            | 1999年12月16日號 | 在營運粉絲俱樂部時無視粉絲的意願                                     |

2002年3月27日，東京地方法院在一審中判決《週刊文春》需賠償880萬日圓。儘管有兩名作證的少年出庭，但法院不採信他們的證詞。在《週刊文春》一審敗訴後，日本的電視和報紙等媒體對此進行了大量報導。因不服判決，《週刊文春》向東京高等法院提出上訴。
在二審中，法院認為「少年們關於一審原告喜多川性騷擾行為的樣態及當時情況的證詞內容大致一致，且具體」，因此肯定了少年們證詞的可信度，同時也指出了喜多川反駁的模糊不清。喜多川甚至留下了一段間接承認少年們證詞非虛假的證言：「我無法明確地說，他們的證詞是假的」，在審判中，揭發性侵害行為的前傑尼斯藝人的著作也被作為部分證據引用，並於訴訟中被法官提及。法院因此認定《週刊文春》的採訪已進行了充分的查證。
2003年7月15日的二審判決，法院認定：「證人少年A、少年B（在一審均出庭作證）關於強尼喜多川對少年們進行性騷擾行為的證詞是可信的。根據這些證據，可以認定本案報導中『喜多川利用少年們若反抗，將導致舞台站位變差或無法出道等無法抵抗的狀態，對其實施性騷擾行為』的關鍵部分，已被證明屬實」。儘管性侵害部分的勝訴被推翻，賠償金額從一審的850萬日圓大幅減至120萬日圓，但這個判決在日本幾乎沒有被報導。美國法學家、社會學家馬克·D·韋斯特評論說：「喜多川雖然輸了官司，但因為媒體幾乎沒有報導，他贏得了醜聞戰」。

#### 法庭爭點與法院判斷
參考資料:
| 報導内容 | 真實性、妥當性 |
| --- | -------------- |
| 喜多川利用所屬少年藝人處於「若反抗，將導致舞台站位變差或無法出道」的無法抵抗狀態，對他們進行「猥褻行為」和「同性性騷擾」（目前所稱性侵害行為）。 | 認可           |
| 在被稱為「合宿所」的喜多川家中，讓旗下少年藝人日常性地飲酒、吸菸。                                                                               | 不認可         |
| 傑尼斯事務所掩蓋小傑尼斯的偷竊行為。 | 不認可         |
| 傑尼斯事務所冷落四葉草。 | 不認可         |
| 傑尼斯事務所冷落所屬藝人。 | 不認可         |
| 傑尼斯事務所的行程安排讓所屬少年藝人無法到校上課。                                                                                               | 認可           |
| 傑尼斯事務所對關西出身的小傑尼斯的少年們於薪資待遇等方面的不公平對待。                                                                           | 認可           |
| 傑尼斯事務所在經營俱樂部時無視粉絲的意願。 | 認可           |
| 主流媒體對傑尼斯事務所感到畏懼而言聽計從。 | 認可           |

傑尼斯事務所與喜多川方不服賠償金額，向最高法院提起上訴。但2004年2月24日，最高法院第三小法庭（審判長藤田宙靖）駁回了喜多川的上訴。儘管文藝春秋出版社被判決需支付一定金額的賠償，但法院最終裁定，《週刊文春》關於喜多川對旗下藝人進行猥褻行為的報導重要部分屬實，判決因而正式確定（賠償金額維持高等法院判決的120萬日圓）。

### 海外媒體報導（2000年）
受到1999年的《週刊文春》的告發行動影響，《紐約時報》與《衛報》皆報導了這起性侵害疑雲。
《紐約時報》是在《週刊文春》與傑尼斯事務所間的訴訟結束後的2000年1月，初次報導這起性侵害問題。

### 喜多川的去世（2019年）
2019年7月9日，強尼喜多川以87歲之齡去世。並舉辦了一場大規模的「告別會」，許多的相關人士與粉絲皆有出席。時任日本首相安倍晉三亦發送了唁電，讚揚其成就與人品。

### 周刊文春的報導（2019年）
自2019年7月25日號
以「只有本雜誌可以寫出的 曠世製作人的光與影 強尼喜多川的審美觀和『性虐待』」為題，報導來自前傑尼斯事務所所屬藝人的新證詞。

### 曾隸屬事務所藝人的證詞（2021年）
2021年1月2日，前田航氣（前7MEN 侍成員）於面向海外的娛樂新聞網站「ARAMA！JAPAN」的訪問中，談及關於喜多川的性虐待行為。

## 事件揭發

### BBC的長篇紀錄片（2023年）
英國BBC播出了一部以喜多川性侵害事件為題材，名為《捕食者：J-POP的秘密醜聞》（Predator: The Secret Scandal of J-Pop）的長篇紀錄片，於英國時間2023年3月7日晚間9點（日本時間3月8日凌晨6點）在BBC Two頻道播出。該片由曾榮獲英國電影學院獎和英國皇家電視學會獎的記者莫賓·阿扎爾（Mobeen Azhar）擔任記者，片中包含了對受害者（前小傑尼斯）的採訪，以及傑尼斯事務所拒絕直接採訪的情景。
在日本，於該紀錄片於英國播出後，3月8日中午左右於BBC News Japan的官方YouTube頻道上傳了一段3分37秒、附有日文字幕的紀錄片精華片段。3月18日，BBC國際新聞頻道以《J-POPの捕食者 秘められたスキャンダル》為日文標題於下午06:10（日本時間）開始的50分鐘間播出。6月17日，該紀錄片的完整版（附日文字幕）在YouTube頻道上免費公開，並在片尾增添了約5分鐘的電視版未播出內容，以及關於後續動向的字幕。
在BBC播出後，韓國《朝鮮日報》、英國《衛報》與美國三大電視網之一的ABC之外，其他傑尼斯經常舉行演唱會的地方，如香港與台灣等地的媒體亦有報導。
根據《FRIDAY》對記者阿扎爾的採訪，他透露製作這部紀錄片的緣由。BBC的記者從《週刊文春》那裡得知了關於強尼喜多川性侵害的訴訟案，並對此事在日本未受到廣泛報導感到興趣。經過四年的構思與研究，於2022年8月至9月正式在日本展開採訪，並表示由於受到COVID-19疫情擴大的影響，製作過程有所延遲。

### 《週刊文春》的報導（2023年）
2023年3月23日號的《週刊文春》，報導了除BBC的報導外的新一名前小傑尼斯亦遭受到性侵害。依據文章，受害者透露於13歲時遭到了來自喜多川的性侵害。
週刊文春在與BBC的採訪合作下，並在BBC國際新聞播出之際，再次刊登了過去該雜誌關於喜多川的性侵害相關報導。
2023年3月30日號的《週刊文春》報導了新一名前小傑尼斯性侵害經歷，受害者於1990年代曾為小傑尼斯，2023年時30多歲的男性接受了文春的採訪。
2023年4月6日號的《週刊文春》報導了第6名前小傑尼斯的受害經歷。
在《週刊文春》網站與2023年4月20日號刊登了第8名受害者（D）的證詞，其與岡本考恩為相同世代，皆為近30歲，有與岡本考恩極為相似的經歷。

### 前小傑尼斯以真名舉行的記者會（2023年）
2023年4月12日，前小傑尼斯岡本考恩於日本外國特派員協會舉行記者會。他公開表示，從15歲加入傑尼斯事務所到離開期間，他總共遭到喜多川性侵了15到20次。
岡本在接受《週刊文春》採訪時，曾被告知「很遺憾，日本媒體很難報導這起事件。或許像BBC那樣的外國媒體會報導吧。」因此，他決定舉行這次記者會。他說：「透過這次記者會，即使日本（的媒體）不報導，全世界（的媒體）也會報導，所以我已經做好覺悟才決定說出來。（日本媒體）可能不會報導，我是這麼想的，但因為不僅有我，也有很多匿名受害者，所以我仍然抱著或許說出來會有所改變的希望」。
此外，岡本推測因為喜多川的公寓一次最多可以住20人，所以他每次都會叫這麼多人去，而受害者（在岡本隸屬傑尼斯事務所的期間）保守估計至少有100到200人。
在記者會上，過去一直對此問題保持沉默的NHK等媒體亦有提問。當一位NHK記者提問，如果主流媒體當時有報導的話，他是否還會加入傑尼斯事務所？岡本回憶說，他加入傑尼斯事務所時，喜多川對旗下藝人的性虐待疑雲並沒有特別被新聞報導，因此他根本無從得知。他認為，如果當時電視有報導，他的父母就不會讓他加入事務所，他可能也就不會加入了。
在岡本舉行記者會後，NHK於4月13日於電視新聞對此事進行了報導，這是日本的電視台首次報導喜多川的性侵害事件。然而，報導是被安排在觀眾較少的下午4點的5分鐘新聞時段播出，報導時長亦只有2分鐘，而在觀眾人數較多的晚上7點以後的新聞節目並未報導。同時，NHK亦首次在自家的網路新聞網站「NHK NEWS WEB」上刊登了相關報導。NHK媒體總局長林理惠也在例行記者會上被問到關於報導岡本記者會的問題，她表示：「我們認為NHK已經進行了適當的報導」。根據KAI-YOU.net的總編輯恩田雄多表示，當時其他所有民營電視台都沒有報導，日本國內只有NHK對此進行報導。
主流報社的報導也相對消極。2023年4月13日，《每日新聞》、《日本經濟新聞》和《產經新聞》由於是共同社的成員，因此引用了共同社的報導內容，《朝日新聞》和《讀賣新聞》也在同日的早報和網站上刊登了相關報導。廣播電台方面，只有在記者會當天的4月12日傍晚，CBC廣播、TBS廣播和文化放送各自播出幾分鐘的報導。
TBS電視台於4月22日播出的《news23》節目中對此進行了約1分鐘半的報導。
隔日播出的《週日早晨》亦報導了相同的內容。
對於民營電視台報導遲緩的原因，採訪了岡本舉行的記者會的日本電視台記者下川美奈表示，在報導性侵等問題時，為了避免被害者單方面的說法，並獲取證據，原則上會一併報導另一方（加害者或相關人士）的回應。然而，當時傑尼斯事務所只對共同社和部分報社有所回應，進行了「媒體選擇」，此亦是報導遲緩的原因之一。
海外媒體亦對此進行了報導。英國《每日電訊報》的網路版《the Telegraph》報導，業界人士將此案與英國著名電視主持人吉米·薩維爾（在死後被揭露對未成年人進行性犯罪）以及因性侵問題而身敗名裂的美國著名電影製片人哈維·溫斯坦的案件進行比較，並將喜多川稱為「日本的吉米・薩維爾（Japan’s Jimmy Savile）」。

### 傑尼斯事務所內的對應（2023年4月）
2023年4月21日，《朝日新聞》和《東京新聞》報導，傑尼斯事務所向其合作企業發送了一份以現任社長藤島茱莉景子為名義發出的文件，報告了針對員工和旗下藝人進行喜多川性侵害聽證調查的結果。儘管文件中提到因是內部聽證會，調查不夠充分，但當時並未確認有任何問題。
文件中解釋說，由於喜多川已經過世，導致事實查證困難，但同時也表示「我們並非認為沒有問題」，並強調「我們認真看待媒體的報導和指控」。此外，文件中也表示將為已離職的前藝人設立諮詢窗口。
《東京新聞》刊登了這份文件的全文。在文件末尾「最後想傳達的事情」中寫道：「我們認為，本公司所有藝人都是透過日積月累的非凡努力和鑽研才能發光發熱。懇請各位理解這一點，並請繼續給予支持，對此不勝感激」。同日的《赤旗報》則提及一連串的相關受害指控，並批評傑尼斯事務所不應對性侵害嫌疑保持沉默。
2023年4月24日，此前從未在電視新聞報導喜多川性侵害事件的民營電視台，開始以簡短的形式報導傑尼斯事務所向合作企業報告的這份文件，主要報導內容來自《朝日新聞》等媒體的報導。

### 粉絲的連署活動（2023年5月）
2023年5月12日，部分傑尼斯粉絲組成的團體「PENLIGHT」成立了「揭露傑尼斯事務所性侵害真相會」，並發起了連署活動，並舉行記者會，宣布將收集到的約16,000份連署郵寄給傑尼斯事務所。

### 社長藤島茱莉景子的錄影訊息公開與書面回答（2023年5月）
2023年5月14日（新聞休刊日前一個週日）晚上，傑尼斯事務所在其官方網站上發布了一段約1分鐘的影片，同時以書面形式發表了對媒體提問的看法。社長藤島茱莉景子在影片中表示：「對於創辦人強尼喜多川的性侵害問題，造成社會大眾的騷動，我在此致上最誠摯的歉意。首先，我要向所有提出受害控訴的人，致上最深、最深的歉意」。針對性虐待事實的認定，她雖然表示「我從未認為沒有問題發生」，但由於喜多川已故，她迴避明確表態，稱「要用一句話來斷定這是否為『事實』並不容易」。她強調自己「不知道」性虐待的事實，並將原因歸咎於公司內部缺乏資訊共享，以及喜多川與其胞姐瑪麗喜多川兩人獨裁式的公司經營方式。因茱莉社長在事務所與《週刊文春》的民事訴訟期間擔任董事，因此她承認自己也有責任，因為當時她沒有試圖去了解問題。
在防止再發措施方面，傑尼斯事務所宣布將在公司內部成立「法令合規委員會」，並在前環境大臣、身心內科醫生鴨下一郎的監督下，對外設立「心理關懷諮詢窗口」。此外，還將設立由前檢察總長、律師林眞琴等三人組成的「外部專家預防再發特別小組」，並邀請曾任2023年世界棒球經典賽日本代表隊（侍JAPAN）首席教練的白井一幸等三位外部專家擔任「公司外部董事」，以應對此問題。文件中也提到，事務所不會設立第三方委員會，社長也不會辭職承擔責任（7月1日，上智大學綜合人類科學部心理學系副教授齋藤梓加入了「外部專家預防再發特別小組」，齋藤梓的研究領域包括犯罪受害者、遺屬的心理照護與治療，以及男性性侵害的調查與研究）。
對於社長的訊息，曾出版書籍指控性侵害的平本淳也表示，數十年前就有人提出指控，也有與《週刊文春》的訴訟，但社長卻聲稱不知情，這讓他感到非常震驚。
對於公開錄影訊息和書面回應，各界湧現了諸多批評和質疑。例如，在沒有確認事實的情況下逕行要預防再發，讓人摸不著頭緒；外部董事等的人選是否適任，選擇他們的理由是什麼；是否真會有人願意向傑尼斯事務所設立的窗口諮詢等等。儘管社長在性虐待事實認定上迴避了明確表態，但亦有觀點認為，她既然提到「預防再發」，就代表已經發生了需要防止的事情，而且也沒有附帶「如果性虐待屬實」的條件。因此，成立「預防再發特別小組」，實際上等於是承認了性虐待發生的事實。

### NHK關於此事件的首個節目（2023年5月）
NHK於2023年5月17日的《今日焦點》節目中，播出首次以喜多川的性侵害疑雲為主題的「『沒有人幫助我』 揭露 傑尼斯與性侵害問題」特別專題報導。

### 受害者設立受害者諮詢窗口（2023年5月）
曾出面控訴受害的前小傑尼斯、演員橋田康於5月26日在日本外國特派員協會舉行記者會，宣布將發起一項要求修改《兒童虐待防治法》的連署活動，並設立一個專門為喜多川性侵害受害者提供協助的聯絡窗口。

### 受害者提出要求修改《兒童虐待防治法》的連署書（2023年6月）
2023年6月5日，三位實名公開受害的前傑尼斯事務所所屬藝人——橋田康、岡本考恩和二本樹顯理，前往國會提交一份有39,326個簽名的連署書。他們向六個主要政黨（自民黨、公明黨、立憲民主黨、日本維新會、國民民主黨和共產黨）請願，要求修改《兒童虐待防治法》，以防止對未成年人的性虐待。
同日，於日本電視台《news zero》節目中擔任新聞主播的嵐成員櫻井翔首次就此問題發表評論。他表示「除了已公開遭到性侵害經歷的前小傑尼斯外，可能還有其他受害者，但如果僅憑猜測發言，可能會傷害到一些人。我們必須避免這種情況」、「我希望在保護隱私的前提下，調查到底發生了什麼事，而不是強迫那些不願說話的人開口」、「任何形式的性侵害都是不可原諒的，也不應該發生」。

### 「傑尼斯性侵害問題受害者協會」成立（2023年6月）
2023年6月26日，前小傑尼斯二本樹和中村一也成立「傑尼斯性侵害問題受害者協會」。成員都是曾隸屬於傑尼斯事務所、遭受喜多川性侵害並公開揭露或告發此事件的人（截至8月26日，除了發起人之外，亦包括平本淳也、石丸志門、志賀泰伸、Izumi（化名）、Hayatsu（化名）、大島幸廣等共8人）。

### 聯合國人權理事會展開調查（2023年7月）
2023年7月12日，透過對相關人士的採訪得知，聯合國人權理事會的「工商企業與人權」工作小組將於2023年7月下旬抵達日本，並開始對受害者進行聽證調查。工作小組預定於2023年7月下旬至8月上旬訪日，並在東京和大阪對相關人士進行聽證。據悉，工作小組是透過律師提出面談請求的。工作小組表示，除了傑尼斯事務所的問題，此次訪問也將與日本政府和企業相關人士會面，討論受僱者的人權等議題。根據調查結果，一份包含對日本建議的報告將於2024年6月的聯合國人權理事會上提交。
共同社發布的報導內容，暗示聯合國人權理事會工作小組將專為調查傑尼斯的性侵害問題而訪日。在7月13日的內閣官房長官記者會上，《東京新聞》記者望月衣塑子也以此報導為前提進行提問，但內閣官房長官松野博一回應「據我所知，這次訪問的目的並非如您所指出的，專門針對特定問題進行調查」。
2023年7月25日，聯合國人權理事會的專家對提出受害控訴的前事務所所屬藝人進行了聽取調查。
2023年8月4日，聯合國人權理事會「工商企業與人權」工作小組成員舉行記者會。工作小組在聲明中指出「有數百名傑尼斯事務所的藝人被捲入性剝削和虐待的嚴重疑慮已浮出水面」，並表示「據傳日本媒體企業數十年來一直協助掩蓋這起醜聞」。

### 外部專家特別小組認定性侵害事實，要求社長藤島茱莉景子辭職（2023年8月）
2023年8月29日，由傑尼斯事務所設立的外部專家預防再發特別小組（組長林真琴、飛鳥井望、齋藤梓）舉行記者會，宣布已向傑尼斯事務所提交調查報告書。特別小組從2023年5月26日到8月29日進行了為期三個月的調查，透過面談、線上、電話或電子郵件等方式，對包括23名受害者（其中2名為現役成員）和18名事務所相關人士在內的共41人進行了訪談。報告指出，經確認，自1950年代喜多川開始性侵害行為以來，自1970年代初至2010年代中期，於傑尼斯事務所有長期且廣泛地對以十多歲少年為主的眾多未出道藝人反覆實施性侵害的事實。
報告將問題的根本原因歸咎於喜多川的性嗜好異常以及事務所共同創辦人、其胞姐瑪麗喜多川。報告指出，導致受害範圍擴大的最大因素是瑪麗喜多川在知情的情況下對胞弟的性侵害行為置之不理，並徹底向外界隱瞞。報告也批評茱莉社長至少知悉喜多川性侵害的疑慮，但卻沒有採取積極調查等適當應對措施。為此，特別小組建議加強公司治理並進行徹底改革，並明確表示「認為社長應該辭職」。
在防止再發措施方面，報告建議事務所應承認喜多川進行性侵害行為的事實，向受害者真誠致歉，並盡快與受害者展開對話，建立「受害者救濟措施制度」，提供適當的賠償以彌補受害者。此外，亦應制定並遵守符合國際標準的人權政策。
「傑尼斯性侵害問題受害者協會」對於這場記者會表示，「調查結果超出了我們的期待」，並高度讚揚稱「性侵害事實的認定」作為一個具體的建議被記錄下來，是一項巨大的成果，協會坦誠地認為，這反映了我們悲痛的告白。」然而，對於要求茱莉社長辭職的建議，當事人會認為，處理性侵問題是「身為『知悉這些問題』的現任最高經營者所應擔負的重責」、「辭職逃避責任是無法被接受的」，因此要求她留任並履行責任。協會副代表石丸志門表示：「受害者的救濟不能只是形式上的，重要的是受害者是否能真正感受到『自己得到了救濟』。我希望傑尼斯事務所在未來的記者會上，能就事實認定和救濟措施提供具體的說明」。

### 傑尼斯事務所承認性侵害的事實並道歉，社長更迭（2023年9月）
2023年9月7日，傑尼斯事務所針對同年8月特別小組提出的報告與建議舉行記者會。記者會一開始，社長藤島茱莉景子就代表公司和個人，承認並就創辦人強尼喜多川的一連串性侵害行為致歉。她宣布已於9月5日引咎辭職，由事務所旗下藝人、少年隊成員東山紀之於同日接任社長一職。藤島茱莉景子表示，為了「負起責任，徹底完成對受害者的賠償」，她將繼續擔任公司代表董事。此外，副社長白波瀨傑亦於同日引咎辭職。
原社長藤島茱莉景子表示，她今後將不再參與除救濟受害者和關心小傑尼斯心理健康之外的任何業務執行。她亦提及事務所計畫向受害者提供賠償，目前正在準備中，但並未公開具體的賠償內容。
藤島茱莉景子、東山紀之以及小傑尼斯製作公司「傑尼斯島嶼」社長、前V6成員井之原快彥，都在記者會上表示，他們雖然聽過關於性侵害的傳聞，但皆並未將其視為事實。
東山紀之在記者會上批評此醜聞為「人類史上最愚蠢的事件」，並宣布將於年底退出演藝活動，專注於社長的職務。關於備受關注的事務所名稱更改問題，東山紀之表示「我們為此進行非常深入的討論。因為這是個如此嚴重的犯罪，我們是否應該繼續保留這個名字？但『傑尼斯』這個名字是創辦人的名字，也是初代社長的名字，更重要的是，它承載著至今為止所有培養出的藝人所有的自豪感，我認為這是其中一種表現」，以此暗示事務所名稱並不會更改。至於調查報告中指出的「家族式經營」是弊端的溫床，藤島茱莉景子擁有公司100%股份的問題，她回應仍在協商中。東山紀之亦表示，對於喜多川「我認為他做的是禽獸不如的行為。現在我對他幾乎沒有任何感謝之情」。
另一方面，事務所記者會結束後，「傑尼斯性侵害問題受害者協會」亦舉行了記者會。代表平本淳也在會中表示：「事務所記者會中最值得讚賞的是藤島社長親自出席。我認為她是發自內心地發言，而不是照著稿子念。接下來會如何發展，現在還不能說完全樂觀，但希望他們能聽取受害者協會的訊息和訴求」，他對此給予了一定程度的肯定。然而，他對東山紀之擔任新社長以及拒絕更改公司名稱等方面表示懷疑。
此外，針對這次記者會，NHK及位於東京的各民營電視台亦分別發表了聲明。NHK表示「今後，我們將在考量藝人所屬事務所人權尊重態度等因素後，再決定是否邀請其藝人演出」。明確提到了未來起用旗下藝人的方式。而日本電視台和朝日電視台則發表了類似暗示「目前沒有計畫更改傑尼斯事務所旗下藝人的節目演出安排」的聲明。東京電視台、TBS電視台和富士電視台則表示「會密切關注事務所的後續應對」，但對是否繼續起用旗下藝人則未明確表態。
在這次記者會之前，負責收集並認證各種世界紀錄的金氏世界紀錄已於9月6日，將其官方網站上與喜多川相關的世界紀錄刪除。至於是否取消這些紀錄本體，其表示「將在喜多川被確定有罪後再進行審查」。

#### 記者會後～東山新體制開始期間的動向
記者會結束約一週後的9月13日，傑尼斯事務所在其官網上發表了聲明，開頭先向受害者道歉，並承諾將採取賠償方針和預防再發措施。在受害者救濟方面，事務所表示將根據「預防再發特別小組」的建議，設立「受害者救濟委員會」並開設賠償受理窗口。此外，事務所聲明稱此問題的根源在於「身為加害者的已故的強尼喜多川與本公司的體制」，並表示將「竭盡全力恢復失去的信任」。同時，事務所宣布，未來一年內，所有廣告代言和節目通告費將全數支付給藝人本人，經紀公司不收取任何報酬。9月15日，事務所官網正式開始受理賠償申請。
9月19日，傑尼斯事務所召開董事會，議論「關於未來公司經營的重大方向」，並在官網上表示已「確認應朝向的方向」。據稱，董事會從各個角度討論了記者會上被提出的問題，包括「更改傑尼斯公司名稱」、「前社長茱莉景子持有的股份處理方式」、「具體的受害者賠償方案」以及「旗下藝人和員工的將來」等。事務所表示將在10月2日新體制開始後，對相關進展進行說明。
9月21日，新社長東山紀之與曾出面控訴受害的橋田康於事發後首次見面，並當場道歉，橋田康在自己的X上發文透露此事，並寫道「我與東山社長進行了對話。他對我說『讓你經歷了這麼多痛苦，真的非常抱歉。』」證實了自己親自接受了東山紀之的道歉。橋田康在隔天22日播出的《資訊直播 宮根屋》（讀賣電視台製作，日本電視台系列台播出）節目中現場講述此次會面內容。除了東山紀之，傑尼斯島嶼社長井之原快彥亦一同出席會面。橋田康說「東山社長站著等我，一見面就說『讓你經歷這麼多痛苦，真的很抱歉』。先是表達了歉意。」井之原快彥在進房間前對我說「如果感到壓迫或不舒服，請隨時說出來」。橋田康補充說「當我表達了對自己讓藝人或粉絲痛苦的歉意時，他回應說，『謝謝你給我們改變的契機』。了解他們正視問題，我感到了一點點安慰」。
9月28日，傑尼斯事務所正式宣布將於10月2日在東京都內舉行記者會，屆時將公布具體的預防再發措施、東山新體制內的組成成員，以及新公司名稱等。值得一提的是，傑尼斯WEST成員中間淳太在每日放送的《四點TV》節目中透露，在第二次記者會前，事務所為旗下藝人安排了時間，向其說明記者會的內容，並接受了大家的提問。

### 東山與井之原的新體制開始，傑尼斯事務所決定停業（2023年10月～11月）
10月2日，傑尼斯事務所舉行第二次記者會，由前NHK播音員松本和也主持。
記者會上宣布，傑尼斯事務所將退出藝人培養和管理業務，並從10月17日起更名為「SMILE-UP.」。新成立的公司將負責向受害者提供賠償，賠償完成後將停業。另外，傑尼斯事務所將成立一家新公司，與目前傑尼斯事務所所屬的願意簽約的藝人（個人或團體）簽訂經紀合約。新公司的代表董事社長將由東山紀之擔任，副社長則為井之原快彥擔任，公司名稱將透過粉絲俱樂部會員公開募集。此外，前社長茱莉景子將續留在「SMILE-UP.」並專注於賠償事宜，不參與新公司的任何事務。
根據記者會上發表的內容，截至9月30日，已有478人透過為受害者設立的賠償窗口提出申請，其中325人要求賠償。截至記者會舉辦當下，約有150人已確認曾是或現為傑尼斯事務所旗下藝人。
作為回應，NHK 和東京各家民營電視台各自在當天的新聞節目中發表聲明，表明了各自的報導立場。根據記者會內容，NHK表示將「確認對受害者的賠償和預防再次發生的措施是否已確實實施」；日本電視台則傳達了他們已向事務所提出的要求，並表示「日本電視台將繼續與傑尼斯事務所進行適當對話，以確保這些措施盡快且可靠地實施，並密切關注進展」；朝日電視台則表示「將要求迅速且誠實地實施對受害者的賠償和救濟」；TBS介紹了其在9月13日提出的訴求，並表示「這表明傑尼斯事務所已開始具體著手於受害者救濟、賠償和防止侵犯人權，本公司認為這是改革的開端。TBS將根據日前向傑尼斯事務所提出的要求，今後透過定期對話，敦促事務所方面更具體地推進受害者的救濟，並建立一個永不再發生侵犯人權事件的組織體系」。富士電視台則表示「將要求迅速執行這次提出的方針。但由於具體細節尚不明確，我們將繼續關注傑尼斯事務所的應對」；東京電視台表示「傑尼斯事務所的發布內容與東京電視台控股公司提出的加強經營治理、盡早實施受害者救濟等要求一致，本公司認為這是在徹底改革方面取得了一定的進展」。
10月3日，「傑尼斯性侵害問題受害者協會」的成員首次與社長東山和前社長茱莉景子會面。
10月5日，傑尼斯事務所總部大樓開始拆除有公司名稱「Johnny＆Associates」的招牌，並在次日6日上午前被完全拆除。
10月13日，日本作曲家協會宣布撤銷死後頒發給喜多川的日本唱片大獎特別音樂文化獎。
10月16日，創業61年的「傑尼斯事務所」的公司名稱於這天結束。次日10月17日起，公司更名為「SMILE-UP.」。
10月17日，新公司的名稱募集開始，新公司將與所屬藝人簽訂經紀合約。募集時間為當天下午6:00至同月31日下午11:59。
10月18日，電影戲劇文化協會宣布撤銷生前頒發給喜多川的菊田一夫戲劇獎特別獎。
10月30日，有報導稱，原定由SMILE-UP.社長東山兼任的，將與所屬藝人簽訂經紀合約的新公司社長一職，東山決定放棄擔任。
11 月 8 日，SMILE-UP.官網設立受害者賠償專門網站。
11月13日，《第74回NHK紅白歌合戰》的演出名單公布，前傑尼斯事務所的藝人無人入選，為自1979年以來時隔44年首次。

#### 第二次記者會上的風波
第二次記者會與上次不同，設定「記者會時間為兩小時」、「每家媒體限問一個問題」的限制，但有報導揭露，記者會存在一份「不點名NG名單」。負責舉辦記者會的FTI諮詢公司對此致歉。
| 姓名       | 所屬媒體               |
| ---------- | ---------------------- |
| 望月衣塑子 | 中日新聞社（東京新聞） |
| 鈴木八     | 好日刊KARUTO新聞       |
| 本間龍     |                        |
| 松谷創一郎 |                        |
| 尾形聡彦   | Arc Times              |
| 佐藤章     | 五月書房新社           |

## 調查報告
2023年8月29日，「由外部專家組成的預防再發特別小組」向傑尼斯事務所提出調查報告。
報告指出，自喜多川在1950年代（傑尼斯事務所成立之前）進行性侵害行為以來，傑尼斯事務所在1970年代初至2010年代中期，長期且廣泛地有數百名以十幾歲為主的未出道少年重複遭到性侵害。報告中提到，受害者主要年齡層集中在13至15歲，並得到「至少有數百人」的證詞。
傑尼斯事務所常態性地讓約十名未成年的小傑尼斯同時住在社長喜多川的家中（多數證詞指位於原宿和六本木）。報告指出，性虐待亦會發生在公演地點的飯店，甚至一晚內對多名小傑尼斯進行性虐待。性侵害通常從較難產生抗拒的洗澡或按摩開始，然後逐漸加劇。調查結果揭露了性虐待的具體細節，包括「玩弄生殖器、口交、肛交等」。
報告指出，喜多川強迫少年們進行非自願性行為的原因，在於他「強烈且持續的性興趣」表現為將青春期少年作為性愛對象的異常性癖好。而導致受害擴大的最大原因，則是其胞姊、傑尼斯事務所的經營者瑪麗喜多川對外進行徹底的掩蓋。

## 賠償問題
舊傑尼斯事務所方面設立了「受害者救濟委員會」，由三名曾任法官的律師組成，負責聽取事務所所屬受害者的狀況，個別評估賠償金額並進行和解程序。
該委員會由三名曾任法官的律師組成，分別為森倫洋（現任AI-EI法律事務所代表合夥人、前西村朝日法律事務所合夥人）、定塚誠（現任AI-EI法律事務所顧問律師）與杉原麗（現任霞綜合法律事務所合夥人），三名律師將獨立運作委員會並做出判斷。
然而，有批評指出，顧問律師木目田裕、首席法律合規官山田將之，以及受害者救濟委員會的森倫洋，與西村朝日法律事務所的關係過於密切。
此外，森倫洋2014年隸屬於西村朝日法律事務所時，曾受到日本律師聯合會的懲戒處分。處分理由為「針對自己參與的訴訟的一審判決，他與同事撰寫了批評文章，並說服出版社將文章以匿名或編輯部名義刊登在法律雜誌上，偽裝成第三方撰寫的批評文章。他還在該訴訟的上訴狀中引用了這篇文章，試圖在法官面前以第三方批評文章為前提進行主張和舉證」。
2024年10月13日，受害者救濟委員會委員長定塚誠去世，此後由杉原麗擔任代理委員長，與森倫洋兩人共同運作。
受害者救濟委員會成立後，與以橋田康為核心的35名受害者進行談判，其中橋田表示接受和解方案。隨後，舊傑尼斯事務所方面宣布，已於11月30日前向包括橋田在內的23名達成和解的受害者支付了賠償金。
然而，2024年12月，SMILE-UP.在東京地方法院對四名聲稱遭到喜多川性侵的前所屬藝人提起訴訟，要求確認公司沒有義務支付賠償金，理由是他們「不接受公司透過受害者救濟委員會提供的賠償框架」。
對此，事務所前所屬藝人批評「這會讓受害者更難發聲。希望公司重新思考何為『貼近受害者』」、「救濟委員會的框架是公司根據自身標準強加賠償內容，無助於釐清受害全貌」。他們亦透過代理人表示，這與公司此前宣稱的「超越法律的救濟」態度相悖。
其中一名受害者亦表示「如果發聲就會被提起訴訟，我想會有人因感到不安而放棄。希望公司重新思考何為『貼近受害者』」。
2025年3月，3名被排除在賠償範圍外的男性提起訴訟，要求確認自己擁有賠償請求權，3人亦未被邀請到受害者救濟委員會進行面談，僅與SMILE-UP.公司負責確認工作的代理人律師面談。
《朝日新聞》在社論中批評，即使受害者救濟委員會名義上獨立於SMILE-UP.，但連誰來決定是否讓受害者進入委員會進行面談都不清楚。
| 日期／時間     | 向窗口申請的 申請人 | 賠償内容的 通知者 | 賠償内容 達成協議者 | 賠償 已付款件數 | 收到無賠償 的通知 | 備註                     |
| -------------- | ------------------- | ----------------- | ------------------- | --------------- | ----------------- | ------------------------ |
| 2023年11月22日 | 834人               | ---               | ---                 | ---             | ---               |                          |
| 2023年12月1日  | ---                 | ---               | 30人                | 23人            | ---               | 與橋田康等人達成協議。   |
| 2023年12月28日 | 907人               | 163人             | 126人               | 115人           | ---               |                          |
| 2024年1月15日  | 939人               | 183人             | 156人               | 125人           | ---               |                          |
| 2024年1月31日  | 948人               | 242人             | 190人               | 170人           | ---               | 與土田一德等人達成協議。 |
| 2024年2月29日  | 964人               | 325人             | 286人               | 249人           | 43人              |                          |
| 2024年3月29日  | 973人               | 413人             | 356人               | 324人           | ---               | 約200人無回應。          |
| 2024年4月15日  | 981人               | 434人             | 377人               | 354人           | 93人              |                          |
| 2024年4月30日  | 985人               | 454人             | 399人               | 374人           | 93人              |                          |
| 2024年5月15日  | 989人               | 478人             | 424人               | 395人           | 93人              |                          |
| 2024年7月16日  | 1001人              | 512人             | 484人               | 466人           | 159人             | 201人無回應。            |

## 受害相關證詞
依揭露時間順序。

### 相關人士的證詞
1. 名和太郎（新藝能學院）：於1964年的民事判決，喜多川被控訴對多名未成年人男性進行性虐待之證詞[3]。
2. 前田航氣（前7 MEN 侍）：2021年1月2日，於面向海外的娛樂新聞網站「ARAMA! JAPAN」的訪問中，稱許多小傑尼斯與喜多川有發生過性關係[82][83]。
3. 近藤真彦：2023年5月，針對藤島社長在影片訊息中聲稱不知情的言論，指出她其實是知情的，並揭露她的證詞是謊言。（參見離開事務所藝人的反應。）

### 當事人的證詞（年齡為發表證詞時）
1. 秋本勇藏（歌手）：於1964年的民事判決中，做出曾經遭到侵害未遂的證詞[3]。
2. 北公次（日语：北公次）（前四葉草成員）：《致光GENJI》系列。1988年[188]。
3. 多位匿名人士（前小傑尼斯）：於1989年的影像版《致光GENJI》中，除北公次以外，亦有許多前小傑尼斯作證[32]。
4. 小谷純（前Juke Box（日语：ジューク・ボックス）成員）：《再會!!致光GENJI》，1989年出版。
5. 柳瀨薰（前Juke Box成員）：《再會!!致光GENJI》，1989年出版。
6. 中谷良（前傑尼斯成員）：《小傑尼斯的逆襲》，1989年出版。
7. 平本淳也（日语：平本淳也）：《傑尼斯的一切―少年愛之館》，鹿砦社，1996年出版。
8. 豊川誕：《孤獨的啟程 － 前傑尼斯偶像 豐川誕半生記》，鹿砦社，1997年3月。
9. 多位匿名人士（前小傑尼斯）：1999年《週刊文春》11月4日號、11月11日號、11月25日號、12月2日號和12月9日號。
10. 木山将吾（前光GENJI候補成員）：《致SMAP - 以及所有傑尼斯藝人》，鹿砦社，2005年[188]。
11. 匿名人士（前小傑尼斯）：《週刊文春》2019年7月25日號。與嵐的成員同年齡[189]。
12. 匿名人士（前小傑尼斯，化名林）：《Predator: The Secret Scandal of J-Pop》BBC，2023年3月。受害當時15歲[84]。
13. 匿名人士（前小傑尼斯）：《週刊文春》2023年3月23日號。受害當時13歲[91][93]。
14. 匿名人士（前小傑尼斯）：《週刊文春》2023年3月30日號。1990年代作為小傑尼斯活動，受害當時為14歲左右[94]。
15. 匿名人士（前小傑尼斯）：《週刊文春》2023年4月6日號[95]。
16. 考恩·岡本（前小傑尼斯，當時為岡本考恩）：《週刊文春》2023年4月13日號[190]。2023年4月12日，於日本外國特派員協會舉行的記者會[191]。
17. 匿名人士（前小傑尼斯）：《週刊文春》2023年4月20日號。受害時為作為小傑尼斯活動時的2000年代後期[192]。
18. 匿名人士（前小傑尼斯）：《週刊文春》2023年4月27日號（同年4月19日發訊）。受害當時為高中一年級生[193]。
19. 匿名人士（前小傑尼斯）：《週刊文春》2023年5月4日、11日號。受害當時為國中1年級生（13歲）[194]。
20. 二本樹顯理（前小傑尼斯）：NHK綜合《今日焦點》「『沒有人幫助我。』　揭露傑尼斯與性侵害問題」2023年5月17日播出[195]。文春線上，2023年5月13日。受害當時為1990年後期，13歲[196]。
21. 橋田康（前小傑尼斯）：《週刊文春》2023年5月18日號。受害當時為1999年，國中1年級[197]。
22. 匿名人士（前員工）：《週刊文春》2023年5月25日號。曾於1970年代擔任傑尼斯偶像團體的助理[198]。受害為剛自高中輟學到傑尼斯事務所任職時，約為16、17歲[198]。
23. 志賀泰伸（日语：志賀泰伸）（前忍者成員）：2023年6月1日號的《週刊文春》。為首位正式出道藝人的受害證詞[199]。
24. 中村一也（日语：中村一也）（前小傑尼斯）：《週刊文春》2023年6月8日號。受害當時為國中3年級生（15歲）[200]。
25. 石丸志門（前小傑尼斯）：1982年至1985年作為小傑尼斯活動[44]。
26. 土田一德（前男闘呼組（日语：男闘呼組）成員）：《週刊文春》2023年6月29日號。受害當時為18歲[201]。
27. 服部吉次（演員、音樂家，服部良一次子）：《日刊現代（日语：日刊ゲンダイ）》2023年7月4日號。於傑尼斯事務所創立前受害，亦為受害當時最年少的證詞。受害當時為8歲[202]。
28. 松崎基泰（服部吉次的友人）：2023年7月15日舉行的記者會。受害當時為7〜8歲[203]。
29. 大島幸廣（前小傑尼斯）：《週刊文春》2023年8月31日號。受害為1998年至2000年間，初次受害當時為國中2年級（13歲）[204]。
30. 長渡康二（前小傑尼斯）：初次受害時為13歲（1996年）[205][206]。
31. 岡田幸治（前小傑尼斯）：受害當時為16歲（1985年）[207]。
32. 木村伸一（前小傑尼斯）：受害當時為高中3年級（1995年）[208]。
33. 川崎誠（化名，前童星）:《FRIDAY》2023年9月29日號。受害當時為16歲[209]。非傑尼斯事務所所屬藝人的證詞。
34. 飯田恭平（前Kis-My-Ft2成員）：2023年9月，接受TBS電視台採訪時談及。初次受害當時為13歲，據稱持續了5年[210]。
35. 米奇柳井（日语：ミッキー柳井）（前四葉草助理，後來成為AV男優）受害時為15歲，1974年，並於數日後離開傑尼斯事務所[211]。
36. 宮脇康之（日语：宮脇健）（現為宮脇健）：演出電視劇「肯醬系列（日语：ケンちゃんシリーズ）」後，曾短暫加入傑尼斯事務所，並於當時遭到性侵害[212]。

### 於電視台内的性侵害
亦有證詞指出，曾有性侵害於NHK與朝日電視台内發生。
TBS於11月發表的一系列與舊傑尼斯問題相關的調查報告中，公布一段證詞，指出曾有受害者於1983年，在當時東京廣播總部大樓隔壁的「TBS大樓」進行的非公開試鏡中遭受性侵害。

## 新聞報導

### 傑尼斯事務所對媒體的施壓
長年以來，傑尼斯事務所與各大媒體的關係密切，有許多人質疑，事務所會透過大幅報導旗下所屬藝人與喜多川的正面新聞，同時壓制任何可能損害其形象或銷售的負面報導。一些曾受壓力的編輯與記者提供了證詞，元木昌彥表示，他於1981年4月30日發行的《現代》曾刊登一篇題為「以培養偶像聞名的喜多川姐弟之異能」的專題報導，內容提及了喜多川的性偏好。對此，傑尼斯事務所向講談社（雜誌出版商）發出通告，揚言「今後，我們旗下所有藝人將不再與講談社合作」，最終，講談社將元木調離該雜誌，以此方式與傑尼斯事務所達成和解。
傑尼斯事務所每年會發行旗下藝人的官方月曆，每每皆帶來龐大銷售額，這被稱為「月曆利權」，事務所會將此業務分配給各家出版社。據稱，透過月曆利權的分配，傑尼斯事務所鞏固強化了與各家出版社的關係，從而得以壓制醜聞的相關報導，甚至誘導媒體報導對其競爭對手不利的內容，從以控制輿論。根據伊藤喜之的說法，截至2023年8月，已確認發行傑尼斯藝人月曆的出版社包括：講談社、新潮社、小學館、主婦與生活社、光文社、雜誌屋、集英社、One Publishing（前身為學研+的媒體業務部門）、Wani Books。其中，擁有八卦週刊雜誌的出版社有：講談社（《週刊現代》、《FRIDAY》）、新潮社（《週刊新潮》）、小學館（《週刊Post》、《女性Seven》）、主婦與生活社（《週刊女性》）、光文社（《FLASH》、《女性自身》）。據說，這些週刊雜誌因為其出版社受到月曆利權的恩惠，所有實際上無法報導傑尼斯的醜聞。而長年追蹤喜多川性侵害問題的《週刊文春》，其出版社文藝春秋則從未發行過傑尼斯旗下藝人的月曆。
伊藤還提到，2008年7月，講談社的《週刊現代》報導了傑尼斯旗下一位人氣藝人涉嫌吸食大麻時，亦受到了來自事務所的強大壓力。此外，在2023年5月BBC的紀錄片播出後，講談社的《FRIDAY》跟進了BBC的報導，對此，事務所向講談社施壓，導致傑尼斯事務所旗下藝人被從該出版社旗下的女性雜誌的封面人物工作中撤換。

### 對日本媒體的批評
喜多川對於未成年藝人的性侵害事件，可與哈維·溫斯坦（利用職權性侵多名女性的電影導演）與吉米·薩維爾（死後被揭發性侵事件的電視主持人）等歷史性的性侵害事件相提並論，BBC記者莫賓·阿扎爾指出，溫斯坦與R·凱利（性侵多名少女與年輕女性的知名R&B創作歌手與製作人）的案件最大的不同之處在於，日本的大部分媒體選擇了不予報導此事件。美國法學家、社會學者馬克·D·韋斯特指出， 日本媒體並非將兒童性侵視為禁忌而不報導，因為他們曾大篇幅報導麥可傑克森的戀童案。他認為，人盡皆知的喜多川性醜聞顯然具有新聞價值，但最終仍然未被報導。與此同時，當時日本媒體大肆報導的是稻垣吾郎的醜聞。
在接受「律師.com新聞」採訪時，《週刊文春》總編輯加藤晃彥表示，其他媒體無視且並未跟進他們的報導，可能是因為「各媒體公司與傑尼斯事務所形成『利益共同體』，並重視彼此的關係」。
2005年，紐約時報和觀察家報等世界各國媒體都報導了與《週刊文春》的訴訟結果，並指出日本的電視台和報章雜誌將喜多川的性侵害事件視為禁忌，完全不予報導，此異常現象受到了國際關注。
2023年3月17日，莫賓・阿扎爾記者在日本外國特派員協會以Zoom舉行的線上記者會上，批評主流媒體「此事件在社交媒體上引起強烈反響，但主流媒體卻沒有任何反應」，認為這是主流媒體對傑尼斯事務所有所顧忌而持續保持沉默的表現。
記者中村龍太郎也表示，「國内有許多聲音歌頌喜多川的功績，卻沒有檢視過去，這簡直就像是獨裁國家。我並非要否定他的貢獻，只是覺得這很不尋常。如果提出質疑，就會被業界『排斥（日文：村八分）』，被視為『危險人物』。」，在回答BBC的提問時，他曾說「1999年以來，我對日本媒體一直感到非常失望」。他在2022年11月出版的《文藝春秋Opinion 2023年的100個論點》中評論「雖然我很悲觀，但從過去的現實來看，BBC的這篇報導很難在日本被大篇幅報導」。 
PRESIDENT Online也刊登了文章，批評電視台等主流媒體對此事件的沉默。 
大手廣告代理商博報堂，在其發行的雜誌《廣告》文化特輯號（2023年3月31日）中，一度報導了喜多川的性侵害問題，但博報堂公關室長後來聲明，由於傑尼斯事務所是商業夥伴，因此「經博報堂公關室長判斷」，文章中的部分內容被刪除。
2023年5月11日，TBS電視台的《news23》詳細報導了受害者的證詞等。節目的主持人小川彩佳（前朝日電視台播音員）向露面且以實名作證的原事務所所屬藝人們的勇氣表達了敬意，並表示「新聞媒體究竟報導了多少這類受害事件了？至少我們的節目目前是沒有的。在這種情況下，岡本考恩的發言份量很重，我認為我們必須正視他所說的話」。
於2023年5月17日，NHK播出的《今日焦點》的「『沒有人幫助我』　告白，傑尼斯與性侵害問題」專題報導中，記者松谷創一郎嚴厲批評並指出媒體的「共犯性」，稱「這次，包含民營電視台與NHK在內的報導都相當的被抑制。我認為這是目前最大的一個問題。」、「即使是現在依然被抑制，這是一種『共犯關係』」。
Puchi鹿島亦在《文春線上》上批評自家《朝日新聞》的膚淺應對，他指出，朝日未進行自己的記者查證計劃，反而「看起來像是將對傑尼斯問題的查證『外包』給他人。重要的不只是這20年，就連最近幾個月也是如此」，他認為這不是只靠表面的一篇評論委員的個人專欄就能解決的問題。
海外媒體對日本媒體的反應，稱其以冷淡的語氣進行了報導。《紐約時報》在法院判決結果公布時的報導中指出，日本媒體對此沒有報導，也沒有關注揭露性侵害的書籍。曾為日本時報等媒體撰稿的菲爾·布雷澤評論：「或許有些媒體會為過去沒有追究喜多川的罪行而道歉，但整個行業的勾結本質並不會有所改變。（中略）我不認為傑尼斯事務所會因為這起醜聞而遭受損失」，他認為日本媒體界的「偏袒」系統今後也將持續下去。記者、聖心女子大學教授的大衛·麥克尼爾在《Newsweek日本版》上強烈批評日本媒體：「主流媒體至今仍未深入調查醜聞的全貌，也未能回應許多粉絲『被背叛』的感受。」、「即使是今天，各電視台的製作人也不願追究喜多川的公寓裡發生了什麼。」、「日本業界的認知之淺令人側目。」。他表示，自岡本考恩召開記者會以來，粉絲們被迫面對一個痛苦且令人不適的事實，即「我們所愛、與我們一同成長的家人般的公司，難道從根本上已經腐爛了嗎？」。
澳洲麥覺理大學高級講師，研究日本與亞洲的偶像文化的托馬斯·布爾迪內特表示「許多日本粉絲可能認為『這與我推的（喜歡的）藝人無關』或『如果我們不守護事務所，就無法再看到我推的藝人活躍了』。也有人認為，這只是那些不紅的藝人出於忌妒而進行的告發。然而，喜多川給人們帶來夢想與剝削年輕人是兩回事」，他指出，如果持續對喜多川的行為置之不理，「將會向年輕人傳遞一個錯誤的訊息，即『有權力之人，無論犯下什麼罪行，都不必付出代價』」。
日本國内也有媒體開始報導此醜聞，日刊現代援引「傑尼斯性侵害問題受害者協會」代表平本淳也的觀點，針對聯合國人權理事會的「商業與人權」工作小組來日進行調查一事，呼籲「聯合國工作小組成員不僅要針對傑尼斯，也要揭開日本演藝圈仍然猖獗的騷擾問題。希望他們能揭露演藝經紀公司、與其勾結的媒體，以及廣告界、政界透過利益勾結形成的黑暗結構。在相關人士中，期待這能成為徹底清除長年積弊機會的無聲心聲，其實並不少」。
2023年9月9日，TBS電視台播音員安住紳一郎，在由他擔任主播的《資訊7days新聞主播》節目中，反省了媒體在此問題中的責任。他指出，在2004年最高法院裁定性侵害成立時，當時一般報紙對此的報導篇幅很小，並透露「當時TBS也沒有報導這個結果」。對於為何沒有報導，安住獨自詢問周圍的媒體相關人士後，得到的看法是「當時調查機關也沒有行動，大家沒有意識到這是一起如此重大的事件。而且在法律上，當時性侵害的受害者限定為女性，很多人認為這只是一則娛樂新聞，因此決定不報導」。他還承認，儘管BBC的紀錄片於3月18日播出，但他的節目直到一個多月後的4月22日才首次報導此事，他覺得「我的感覺是（播出得）晚了兩週。我認為4月8日和15日都有機會報導。我記得三谷先生（節目固定來賓，編劇三谷幸喜）在開會時也說過『這週不播出嗎？』」。安住接著坦白「不過，當時事務所還沒有承認有性侵害，而且這也不是我們自己採訪的問題，所以判斷需要謹慎處理。或許有人會說這是對大型經紀公司的偏袒，我認為這方面的原因確實存在。」最後，他承認自己在採訪知名人士時，事務所會提出「NG問題」（禁止提問的問題）清單，並反省道：「當我認為即使會被討厭也必須問的時候，我會自己想辦法去問。但這次，雖然屬於這種情況，包括我在內的電視台工作人員卻沒有意識到事情的嚴重性。」他最後表達決心「我會銘記東山新社長所說的，今後與媒體進行對話並坦承以告，努力做出改變。」。

### 9月7日記者會後各電視台的聲明
2023年9月7日，傑尼斯事務所舉行了一場記者會，NHK和民營5大電視聯播網（日本電視台、朝日電視台、TBS電視台、東京電視台、富士電視台）之中的4家電視台，共5家電視台對這場記者會進行了直播。東京電視台雖然沒有在無線電視上提供直播，但在其新聞網站上提供了現場直播。此外，DWANGO旗下的Niconico與Cyber Agent的AbemaNews，與雅虎集團的THE PAGE等媒體，亦透過Niconico直播、ABEMA和YouTube Live進行了串流直播。
記者會後，6家電視台各自發表了聲明。

#### 日本放送協會（NHK）
傑尼斯事務所承認了已故創辦人強尼喜多川曾進行性侵害。我們嚴肅看待這家合作企業長期以來對未成年人惡質的性侵害的事實。

傑尼斯事務所的預防再發特別小組的調查報告書指出，「由於未受到媒體的批評，傑尼斯事務所亦未發揮自淨能力，反而強化了掩飾文化，這個結果，導致受害者增加」。
關於此問題，過去曾多次被週刊雜誌等報導，在2004年，東京高等法院也認定了性侵害的事實。
然而，NHK當時對此問題的認知薄弱，之後也並未深入採訪並在新聞與節目報導。
在如此多未成年人受害的情況下，我們自省未有充分履行媒體的職責。
NHK將徹底反省，並以更深入探究真實的態度，來進行採訪與節目製作。
我們也收到許多關於應重新評估是否起用傑尼斯事務所所屬藝人的意見。
NHK在選擇演出人員時，過去是根據節目内容與演出來挑選適合人選，但今後在選角時，亦會將藝人所屬事務所尊重人權的態度納入考量。
NHK將再次要求傑尼斯事務所詳細說明未來的受害者救濟與預防再發生措施，並將密切關注後續的執行情況。

作為公共媒體，NHK將進一步加強努力，以期在整個行業中更徹底推廣尊重人權的理念。

#### 日本電視台
今日，傑尼斯事務所承認了已故的強尼喜多川對旗下藝人實施性侵害的事實，並以此致歉，同時宣布將對受害者進行補償與救濟，並由東山紀之擔任代表董事社長。
日本電視台要求傑尼斯事務所徹底執行受害者救濟和預防再發措施，並承諾將持續進行適當對話，努力展開尊重人權的企業活動。
日本電視台嚴肅看待傑尼斯事務所「預防再發特別小組」調查報告中指出「大眾媒體未正面報導」的批評，並將秉持著性侵害等人權侵害絕對不應發生的立場來進行報導。
此外，日本電視台根據記者會上宣布的應對措施與方針，目前並未有計劃變更傑尼斯事務所所屬藝人的節目演出安排。今後也將持續製作不負觀眾期望的節目。

#### 朝日電視台
傑尼斯事務所召開關於性侵害問題的記者會，宣布包括社長藤島茱莉景子辭任、東山紀之就任新社長在內的新體制。
我們認為其內容正式承認了性侵害事實並表達歉意，明確表示將致力於預防再發和受害者救濟措施，是認真接受了「預防再發特別小組」建議的表現。性侵害是不可原諒的，我們將持續關注傑尼斯事務所是否能在新體制下真誠地執行這些措施，以重建社會信任。
關於傑尼斯事務所旗下藝人的演出，我們認為問題不在於藝人本身。我們將像以往一樣，根據節目企劃內容來邀請他們出演。

媒體對此性侵害問題的態度亦被提出了質疑。朝日電視台將嚴肅看待受害者、預防再發特別小組的報告，以及觀眾的意見和批評，並將其運用於未來的節目製作中，同時將明確揭示尊重人權來進行事業活動。

#### TBS電視台
今日，傑尼斯事務所召開記者會，承認並就已故強尼喜多川長期對未成年人進行性侵害一事致歉。
此外，他們也宣布將更換社長，在新體制下真誠地致力於對受害者的補償和救濟。
TBS電視台將持續要求傑尼斯事務所救濟受害者並防止人權侵害再次發生，同時密切關注該事務所如何切實推進這些措施，並將採取適當應對。

TBS集團將更加努力地致力於尊重人權的相關工作。

#### 東京電視台
傑尼斯事務所於本日的記者會，回應了預防再發特別小組的報告與建議，全面承認了前社長強尼喜多川的性侵害行為，並宣布將採取受害者救濟措施、徹底實施預防再發生對策以及更換社長。
東京電視台認為這是傑尼斯事務所在改革道路上邁出的重要一步。然而，強化經營治理等仍有許多待解決的問題，我們將繼續本著人權責任調查的理念，透過與合作對象的對話，敦促其改善現狀。我們懷著重大關心，觀察從10月起的新體制是否能真正發揮治理功能。

#### 富士電視台
傑尼斯事務所已承認創辦人的性侵害事實，並公布新體制。富士電視台將密切關注傑尼斯事務所在新體制下，是否能有效地實施受害者救濟和預防再發措施。

性侵害行為絕對是不可原諒的。我們將真誠地接受日前「由外部專家組成的預防再發特別小組」調查報告中對主流媒體所提出的批評，並將與所有利益相關者一起，徹底尊重人權，努力應對以防止任何形式的人權侵害。

### 首次記者會後各電視台動向
被認為是民營電視台核心局的位在東京的各電視台，紛紛表明已向事務所遞交了書面或口頭的訴求書。
TBS電視台社長佐佐木卓於9月20日的例行記者會上表示，其公司已以書面形式提出四項要求，其中包括「迅速決定對受害者的救濟補償和防止人權侵害的對策等」。據悉，TBS的一名負責員工已於9月13日將該文件遞交給社長東山紀之。
日本電視台於9月20日向社長東山提交了一份文件，要求其根據與受害者的對話，實施有效的救濟制度和適當的補償。此外，該文件亦要求重新審視組織管理，以防止再發生類似事件，並為旗下藝人創造一個更利於活動的環境。此外，日本電視台社長石澤顯進一步透露「日本電視台已口頭要求事務所重新考慮更改公司名稱、補償方案，以及將管理職能自組織中分離出來」。
朝日電視台社長篠塚浩雖然未提出書面訴求，但表示已口頭要求事務所向受害者道歉並提供補償、徹底執行防止再發生對策，並請求考慮更改公司名稱。
東京電視台社長石川一郎表示，他已於9月14日直接以書面形式要求更改公司名稱。他透露，在此之前也曾提出過類似要求，並表示已就此事四次向事務所提出訴求。。此外，他還明確表示，東京電視台已暫停起用傑尼斯事務所旗下藝人參與新節目的錄製。
富士電視台社長港浩一也表示，他已於9月14日直接口頭向事務所提出，應考慮更改公司名稱、救濟受害者，並將管理業務從公司中分離。
NHK會長稻葉表示，針對性侵害問題，NHK已要求傑尼斯事務所適當且迅速地執行對受害者的補償和預防再發措施。他進一步宣布，在確認事務所已切實執行這些措施之前，NHK暫時不會向其旗下藝人發出新的演出邀請。
日本民間廣播聯盟（民放聯）會長遠藤龍之介（富士電視台副社長）表示，「我們嚴肅看待（傑尼斯事務所設立的外部專家小組）報告中指出的『主流媒體的沉默』。」根據外部專家小組公布的報告，儘管性侵害問題過去曾被幾家週刊雜誌報導，但大多數主流媒體並未正面報導。對此，遠藤表示「像這次事件這樣的人權侵害是不可容忍的。包括民營電視台在內的許多媒體，過去未能充分認知到強尼喜多川的行為是嚴重的人權侵害，這是事實，我們必須反省。」他同時表示，民放聯應「重新確認並提升關於人權的基本立場」。對於各家民營電視台在性侵害問題上的報導態度和對旗下藝人的起用，他表示「我認為這是各公司應該反省的問題」。至於是否繼續播放旗下藝人出演的廣告，他則表示「這應由各公司尊重廣告客戶的意向來處理」。

### 第2次記者會（10月2日）後各電視台聲明
與第一次記者會時相同，NHK和5大民營電視聯播網中的4家（東京電視台除外）均對這場記者會進行了直播。而記者會後各家電視台再次發表了聲明。

#### NHK
今天的記者會上，傑尼斯事務所發表了未來的方針。NHK今後也將持續與事務所進行溝通，以確認事務所是否切實執行對受害者的補償與防止再發生的措施。

#### 日本電視台
今日，傑尼斯事務所召開了記者會，發表了新的組織架構和未來的救濟措施。 發表的内容包括日本電視台先前要求的「更改事務所名稱」、「分離補償與管理部門」、「在與受害者直接且充分對話的基礎上，實施有效的救濟制度和適切的補償」、「實施並發表預防再發生對策」，本公司認為這是一個重大的進展。 日本電視台將持續與傑尼斯事務所進行適當對話，並密切關注其進度，以確保這些措施能迅速且確實地實施。 至於旗下藝人的新節目起用，本公司將在確認今天宣布的對策得到確實執行後，再做出適當判斷。

#### 朝日電視台
傑尼斯事務所今日召開了關於未來公司營運方向和預防再發生措施的記者會。並宣布，目前的傑尼斯事務所將更名為「SMILE-UP.」，且專注於對每位受害者的補償與救濟業務，並將在補償結束後解散公司。同時，事務所也將成立一家新公司。此外，藤島茱莉景子將不會在新公司擔任任何職務，也不會持有任何股份。朝日電視台將要求「SMILE-UP.」迅速且真誠地完成對受害者的補償和救濟。新公司將以經紀人合約為核心，採取新的運作模式。本公司期望事務所特別在年輕藝人的培養過程中提供全面關懷，並盡最大努力防止任何與人權侵害相關的問題再次發生。關於是否起用新公司旗下的藝人，本公司的方針不變，將根據節目企劃內容進行綜合判斷。

#### TBS
傑尼斯事務所本日召開記者會，發表了與強尼喜多川徹底切割的組織重整以及人權方針的制定、受害者救濟業務的進展。本公司認為這標誌著傑尼斯事務所已經開始具體地處理受害者救濟、補償以及防止人權侵害的問題，是改革的開端。TBS將根據先前提出的要求，繼續通過定期對話，敦促事務所在受害者救濟和建立永不再發生人權侵害的組織體系方面，取得更具體的進展。

#### 東京電視台
傑尼斯事務所本日召開記者會，就前社長強尼喜多川對旗下藝人的性侵害問題，重新發表了強化經營管理、預防再發生措施以及對受害者補償的方針。
傑尼斯事務所的發表內容與東京電視台控股公司此前要求其強化經營治理、儘早實施受害者救濟等訴求相符，本公司認為這是在徹底改革方面取得了一定的進展。然而，由於宣布內容仍有許多不明確之處，本公司將在確認事實後，再決定東京電視台今後的方針。

#### 富士電視台
傑尼斯事務所召開記者會，發表了包括更名在內的未來公司運營、對受害者的補償和救濟等方針。本公司將要求事務所迅速執行這些方針。不過，由於具體細節仍有不明確之處，本公司將繼續密切關注傑尼斯事務所的後續應對。關於選擇演出人員，本公司將在確認對受害者的處理措施得到切實執行後，再做出適當判斷。本公司再次反省，過去對此問題的認識不足。作為一家企業和新聞機構，本公司將履行所有責任，包括這次對傑尼斯事務所事件的應對，以徹底尊重人權。

### 第2次記者會後各電視台動向（10月2日後）
在傑尼斯事務所第二次記者會後，各家電視台陸續播出了檢討與舊傑尼斯事務所相關的節目。
日本電視台於10月4日播出的《news every.》中，公開了對此事件的檢討及內部調查結果。調查重點為以下三點：①日本電視台如何報導《週刊文春》針對強尼喜多川「性騷擾」的系列報導及相關訴訟、②日本電視台與傑尼斯事務所之間的互動關係、③英國BBC報導之後，日本電視台的應對措施。作為檢證方法，電視台審查過去的節目錄影，並回溯了20多年，廣泛訪問了新聞部的記者、負責與傑尼斯事務所接洽的節目製作人員，以及各部門的高層幹部。。
TBS電視台於10月7日播出的《報導特集》中，發表對曾參與新聞和資訊節目製作的人員、以及與舊傑尼斯事務所合作過的現任及退休員工的訪談結果。10月10日，TBS播音員安住紳一郎於自身擔任主播的《THE TIME,》節目中，發表了TBS正在針對全公司進行內部調查的訊息，並暗示未來將提供更多事實報告的機會。隨後，11月26日播出的《TBS Review》節目中，發表了對包括TBS電視台及TBS廣播在內，整個TBS集團的內部調查結果。此外，TBS控股、TBS電視台和TBS廣播三家公司的官方網站，都已全文刊載「關於舊傑尼斯事務所問題的特別調查委員會報告」。
此外，富士電視台於10月21日、東京電視台於10月26日、朝日電視台於11月12日，分別播出了發表各自內部調查結果的節目。

## 反响评论
日本週刊《FRIDAY》在10月1日的該指控系列報導中，出現大標題「不只有傑尼斯…臺灣一線演員『涉嫌對16歲少年性侵及偷拍』驚悚內幕起底」。內文強調日本並非是性侵害成為社會問題的國家，以及詳列臺灣媒體對邱耀樂性指控炎亞綸的相關內容。

### 相似案件
| - 吉米·萨维尔 - 天主教会性侵害案例 - 美国体操队性侵丑闻 - 劳·凯利 - 哈维·温斯坦 / 温斯坦效应 - 杰弗里·爱泼斯坦 / 格希莱恩·麦克斯韦尔 / 让-吕克·布吕内尔 - 加里·格利特 | - 罗尔夫·哈里斯 - 恩宠园事件 - 圣神中央教会事件 - 北九州儿童养护中心虐待事件 - 奥姆真理教 / 空行母 - 东京舒尔 - 罗瑟勒姆性侵案 |

### 相关作品
- 《熔炉（朝鲜语：도가니 (소설)）》
- 《聚焦》
- 《感謝上帝》
- 《她说（英语：She Said (film)）》
- 《风与木之诗》

## 備註

### 影片
1. ↑  YouTube上的BBC、故ジャニー喜多川氏の加害について取材　言葉を詰まらせる元ジュニア（BBC News Japan、2023年3月8日公開）
2. ↑  YouTube上的BBCドキュメンタリー「J-POPの捕食者：秘められたスキャンダル」【日本語字幕つき】（BBC News Japan、2023年6月17日公開）
3. ↑  YouTube上的【ノーカット】「前社長から性的被害」 元ジャニーズ所属歌手会見（KYODO NEWS、2023年4月12日公開）
4. ↑  YouTube上的【ノーカット】ジャニーズ性加害で橋田さんが会見 被害者窓口設置（KYODO NEWS、2023年5月26日公開）

### 联合国商业与人权工作组
- 訪日調査 2023年7月24日 - 8月4日 ミッション終了ステートメント （页面存档备份，存于）
- 【ノーカット】調査、透明性・正当性に疑念　被害タレント数百人か　ジャニーズ性加害で国連専門家 （页面存档备份，存于）（時事通信社）

### 第三方专家
- 【ノーカット】ジャニー喜多川氏の“性加害”認定　再発防止特別チーム会見（第1部分 （页面存档备份，存于） / 第2部分 （页面存档备份，存于） / 第3部分 （页面存档备份，存于） / 第4部分 （页面存档备份，存于））
- 调查报告书
  -  (PDF). ジャニーズ事務所. 2023-08-29  [2023-09-03]. （原始内容存档 (PDF)于2023-10-02）.
  -  (PDF). ジャニーズ事務所. 2023-08-29  [2023-09-03]. （原始内容存档 (PDF)于2023-10-02）.

## 延伸阅读
- Mark D. West. . University of Chicago Press. 2008. ISBN 9780226894119.